# Кароль Ребро
Кароль Ребро (словац. Karol Rebro, 27 жовтня 1912, Пухов — 31 жовтня 2000, Братислава) — словацький юрист та викладач університету, один з найважливіших словацьких науковців в галузі римського права. Автор першого словацького підручника з римського права.

## Життєпис
У 1935 році закінчив юридичний факультет Університету Коменського в Братиславі, отримавши ступінь «доктор права». Після закінчення університету продовжував навчатись у професорів Сальваторе Ріккобона та Джорджо Дель Веккіо в Римі. У 1941 році став доцентом кафедри історії та державного права, а в 1946 році йому було присвоєно звання професора. На додаток до академічної кар'єри, він готувався до звичайної судової служби, працював у Головному суді в Братиславі, а в 1944 році склав єдиний іспит судді та адвоката.
Вступив до Словацького національного повстання. Після закінчення Другої світової війни обіймав керівні посади в Комітеті СНР. Крім того, з 1936 року викладає й бере активну участь у педагогічному процесі в Словацькому університеті (тодішньому університеті Коменського). У 1946—1947 роках був деканом юридичного факультету Університету Коменського в Братиславі, а в 1949—1950 — ректором цього університету. У 1951 році з політичних причин перестав займати державні та викладацькі посади. Деякий час працював в університетській бібліотеці. З 1969 року він повернувся до викладання римського права як професор та завідувач кафедри римського права. У 1960 році йому присвоєно звання кандидата наук, а в 1969 році здобув звання доктора юридичних наук.
У 1993 році отримав звання почесного доктора університету Коменського.

## Публікації
- Rímske právo (у співпраці з професором Петром Благо, 4 видання — 1991, 1997, 2002, 2010);

- Praktické cvičenia z rímskeho práva (у співпраці з професором Петром Благо, 2 видання — 1985,1991);

- Latinské právnické výrazy a výroky (2 видання — 1984, 1995);

- Rímske právo súkromné (Bratislava: OBZOR, 1980. 278 стр.);

- Urbárska regulácia Márie Terézie a poddanské reformy Jozefa II. na Slovensku (1959);

- Juliánova náuka o práve obyčajovom. Kritický príspevok k súčasným teóriám rímskeho práva obyčajového (1944, було конфісковане за участь у СНП);

- Konkubinát v práve rímskom od Augusta do Justiniána (1940);

- Dissenz v kauze pri tradícii (1934);